# Haron
Haron (grško Χάρον: Háron - kruti sijaj) je v grški mitologiji voznik, ki vozi umrle duše čez reko Aheron (Stiks). Za plačilo tega prevoza so Grki dajali umrlim pod jezik kovanec.